# جامعة الجيلالي بونعامة -عين الدفلى
جامعة الجيلالي بونعامة، هي جامعة بولاية عين الدفلة الجزائرية. 